# Paolo Emilio Cesi
Paolo Emilio Cesi (Terni, 1481 - Roma, 5 de agosto de 1537) foi um cardeal do século XVII.

## Biografia
Paolo Emilio Cesi nasceu em Terni, Úmbria, em 1481, o mais velho dos doze filhos do nobre romano Angelo Cesi, da casa de Cesi e Francesca Cardoli. Seu irmão mais novo, Federico Cesi, também se tornou cardeal. Depois de terminar a escola, mudou-se para Roma, onde serviu como notário no Quinto Concílio de Latrão, cônego de Santa Maria Maggiore, protonotário apostólico e regente da Chancelaria dos Breves Apostólicos.
Foi nomeado cardeal diácono pelo Papa Leão X no consistório de 1 de julho de 1517. Em 6 de julho de 1517, recebeu o chapéu vermelho e a diaconia de San Nicola in Carcere. Participou do conclave papal de 1521-22 que elegeu o Papa Adriano VI. Foi administrador da sé de Lund de 6 de fevereiro de 1520 a 12 de julho de 1521; administrador da sé de Sion de 12 de novembro de 1522 a 8 de setembro de 1529; e administrador da sé de Todi de 1 de junho de 1523, até renunciar em favor de seu irmão Federico. O Papa Adriano VI o nomeou um dos juízes no caso contra o Cardeal Francesco Soderini. Participou do conclave papal de 1523 que elegeu o Papa Clemente VII. Foi administrador da sé de Narni de 20 de maio de 1524 a 1º de junho de 1524; administrador da sé de Civita Castellana de 7 de abril de 1525 até sua morte; e administrador da sé de Cervia de 1525 até 23 de março de 1528.
Ele perdeu todos os seus bens durante o Saque de Roma (1527).
Na ausência do papa, foi governador de Roma em 1529. De 6 de outubro de 1529 a 21 de outubro de 1530, foi administrador da sé de Massa Marittima. Optou pela diaconia de Sant'Eustachio em 5 de setembro de 1534. Sob o Papa Clemente VII, foi Prefeito da Assinatura Apostólica. Foi também cardeal protetor do Ducado de Saboia e vice-protetor do Reino da Inglaterra e do Reino da Irlanda. Participou do conclave papal de 1534 que elegeu o Papa Paulo III. Em 23 de agosto de 1535, o novo papa o nomeou membro da comissão de reforma da Cúria Romana.
Ele morreu em Roma em 5 de agosto de 1537. Ele está enterrado na Basílica de Santa Maria Maggiore. Enquanto bispo, ele foi o principal co-consagrador de Cristoforo Numai, bispo de Isernia.